# Carolina Solberg
Carolina Solberg Salgado (Río de Janeiro, 6 de agosto de 1987) es una voleibolista de playa brasilera.

## Biografía
Hija de la también voleibolista Isabel Salgado (olímpica en 1980 y 1984), comenzó a jugar al vóley a los nueve años. Tras un breve paso por el vóley de piso en el club Flamengo, se dedicó al voleibol de playa, llegando a la selección infantojuvenil en 2002. Consiguió la medalla de bronce en los campeonatos mundiales sub-18 de 2003 y 2004, compitiendo junto a Barbara Figueiredo. En 2003 también se alzó con la medalla de bronce pero en el campeonato sub-21, haciendo pareja junto a su hermana Maria Clara. En esta misma competencia y categoría consiguió la medalla de oro en los años 2004 y 2005, junto a Tatiana Lima y Camillinha Saldanha respectivamente. Nuevamente junto a su hermana Maria Clara se consagraría medallista de plata del circuito brasilero de vóley de playa en las temporadas 2007 y 2014/2015 para finalmente alzarse con el título en 2017/2018, siendo elegida además como mejor atleta del circuito.
Su hermano Pedro Solberg Salgado también es un voleibolista profesional que participó en los Juegos Olímpicos de Río de Janeiro 2016.

## Críticas a Bolsonaro y sanción
En septiembre de 2020, tras finalizar el partido que le dio la medalla de bronce en el circuito brasilero de voleibol de playa, y mientras su compañera Talita daba una entrevista a la cadena SportTV, la jugadora tomó el micrófono y exclamó «Solo para no olvidar: ¡Fuera Bolsonaro!». Ese mismo día, la Confederación Brasilera de Voleibol (CBV) emitió un comunicado repudiando el hecho, acusando a la jugadora de manchar la imagen del deporte. Más tarde, el procurador Wagner Vieira Dantas, quien también se manifestaba contra el gobierno de Jair Bolsonaro a través de sus redes sociales, decidió presentar una denuncia ante el Tribunal Superior de Justicia Deportiva (STJD, por sus siglas en portugués), sobre la base de dos artículos del código brasilero de justicia deportiva: el 191 (incumplir el reglamento de una competencia) y el 258 (asumir cualquier conducta contraria a la disciplina o a la ética deportiva no tipificada en las demás reglas del código). Si bien el tribunal en un principio contempló sancionarla con una suspensión deportiva o una multa, finalmente se decidió por una multa equivalente a 185 dólares, que luego mutó a una advertencia pública. No obstante, la jugadora apeló el fallo ante el máximo tribunal deportivo del país y en noviembre de 2020 fue absuelta de los cargos por cinco votos contra cuatro.
El caso tuvo una amplia repercusión en medios nacionales e internacionales, algunos de los cuales hicieron hincapié en el «doble rasero» de la CBV, la cual en vísperas de las elecciones presidenciales de 2018 había subido a sus redes sociales una foto de los jugadores de la selección masculina de voleibol Wallace y Mauricio Souza exhibiendo su apoyo a Jair Bolsonaro.

## Palmarés
- - Campeona Campeonato Sudamericano de Voleibol Femenino Sub-18 de 2002
- - Subcampeona Campeonato Mundial de Vóley Playa Sub-19 2003
- - Subcampeona Campeonato Mundial de Vóley Playa Sub-19 2004
- - Campeona Campeonato Mundial de Vóley Playa Sub-21 2004
- - Campeona Campeonato Mundial de Vóley Playa Sub-21 2005
- - Campeona Abierto de vóley playa Mysłowice 2008
- - Campeona Abierto de vóley playa Moscú 2013
- - Campeona Abierto de vóley playa La Haya 2017
- - Tercer lugar Mundial de Playa Élite 16 Tepic 2024.